# Oodji
Oodji (OGGI) — російська компанія, що управляє мережею магазинів молодіжного одягу. Заснована в 1998 році в Санкт-Петербурзі. До 2010 року працювала під маркою «OGGI» й торгувала тільки жіночим одягом та аксесуарами. Після зміни найменування почала продавати чоловічий і дитячий одяг. З 2012 року відкриває мережу взуттєвих магазинів.
Станом на 2012 рік мережа об'єднує понад 400 власних і франчайзингових магазинів у містах Росії (302 точки), України (45), Білорусі (6), Молдови (2), Казахстану (22), Вірменії (1), Польщі (9), Словаччини (1), Чехії (2). Юридичною особою, що управляє мережею-товариством з обмеженою відповідальністю «Август», і основним власником вважається Дмитро Гарбузов. Оборот компанії оцінюється в суму близько $ 300 млн.[джерело?]
Фірма здійснює написання торгової марки малими літерами («oodji», до 2010 року марку записували прописними — «OGGI»).

## Мережа Oodji
- Росія
- Україна
- Казахстан
- Вірменія
- Польща
- Чехія
- Білорусь
- Киргизстан[джерело?]
- Молдова
- Словаччина

## Бойкот Oodji

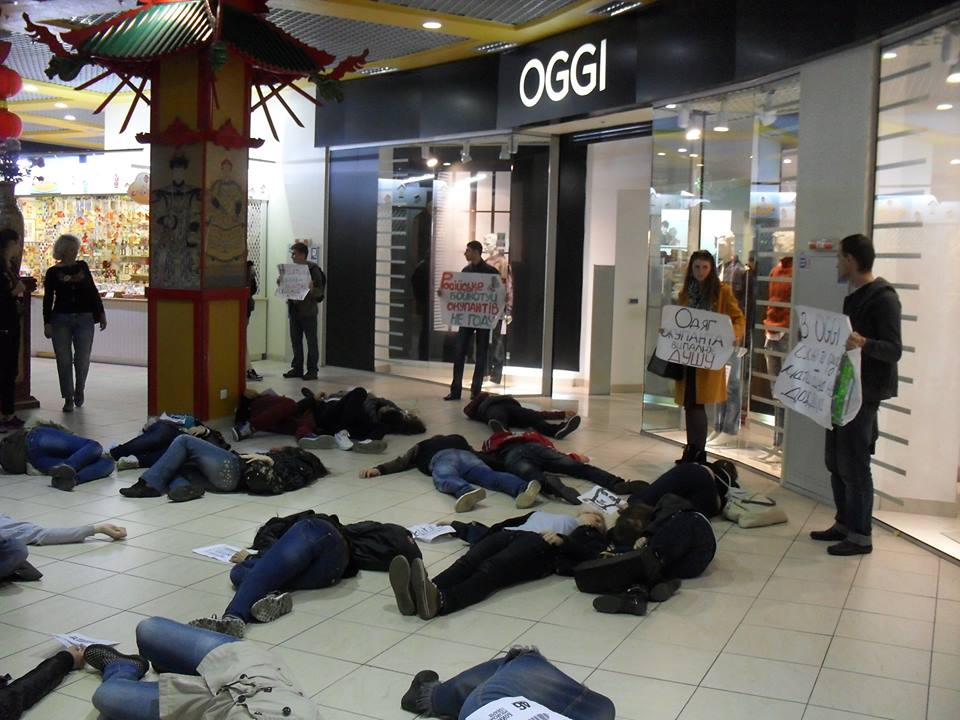
Флешмоб «Російське вбиває!» магазині «OGGI» у Києві, вересень 2014 року

Із 2013 року в Україні мережа магазинів стала об'єктом уваги активістів кампанії «Не купуй російське!» Активісти закликають не купувати в «Oodji» нічого, вказуючи на російське походження власників мережі. Також мережа потрапила до публічних списків російських товарів як активістів, так і журналістів.